# Maximumsnelheid

Maximumsnelheiden per land wereldwijd. Ronde borden geven kilometers per uur (km/h) aan en rechthoekige borden geven mijlen per uur (mph) aan.

Eenheden voor maximumsnelheden op verkeersborden wereldwijd:
Kilometer per uur (km/h)
Mijl per uur (mph)
Beide
Geen eenheden voor snelheidslimieten

De maximumsnelheid oftewel snelheidslimiet is de hoogst toegestane snelheid voor (motor)voertuigen op de openbare weg. De maximumsnelheid verschilt per land, per weg- en voertuigcategorie en is soms ook afhankelijk van de tijd (dat laatste kan bijvoorbeeld met een onderbord 6 – 19 h worden aangegeven, buiten de genoemde tijden gelden de voor de wegcategorie gebruikelijke maximumsnelheden). De maximumsnelheid hoeft niet gelijk te zijn aan de ontwerpsnelheid van een weg. Ook bij de scheepvaart gelden maximumsnelheden. Bij spoorwegen spreekt men van de baanvaksnelheid.

## Verkeersveiligheid

### Invloed van rijsnelheid op veiligheid
Hoe hoger de rijsnelheid van het voertuig van een verkeersdeelnemer is, hoe groter de impact zal zijn bij een verkeersongeval zoals een botsing met een andere verkeersdeelnemer of een object, waardoor de kans op ernstig letsel toeneemt (inclusief het risico op een dodelijke afloop).:1 Bij een hogere snelheid is ook de reactietijd van de bestuurder korter, het vermogen om informatie te verwerken slechter en de remweg langer, zodat de bestuurder minder in staat is om een ongeval te voorkomen of om de impact van een botsing te verzachten.:1 Uit verschillende onderzoeken blijkt bijvoorbeeld dat bij een botssnelheid van 30 km/h meer dan 95% van de voetgangers een botsing met een personenauto overleeft; bij een botssnelheid van 50 km/h overleeft ongeveer 85% van de voetgangers het; bij een botssnelheid van 80 km/h brengt ongeveer 40% van de voetgangers het er nog levend van af en bij een botssnelheid van 100 km/h overleeft bijna geen enkele voetganger het ongeval.:8

### Oorzaken van te hard rijden
Uit onderzoek van Adminaité-Fodor & Jost (2019) in 15 Europese landen bleek dat binnen de bebouwde kom 35–75% van de gemeten snelheden van voertuigen hoger was dan de plaatselijke snelheidslimiet van 50 km/h.:3 Een Nederlands onderzoek van Duijm et al. (2012) ondervroeg waarom automobilisten soms te hard reden, waarbij de vier meest gegeven antwoorden waren 'omdat ik me wil aanpassen aan het andere verkeer', 'omdat ik haast heb', 'omdat het leuk is' of 'omdat ik het niet in de gaten heb'; een kleine minderheid antwoordde 'uit verveling'.:3–4 De verkeersinfrastructuur speelt een belangrijke rol bij hoe hard bestuurders in de praktijk rijden; zo gaan mensen harder rijden als er meer of bredere rijstroken zijn, als er een (verharde) middenberm aanwezig is, als er kant- en middenstrepen op de weg staan, als het wegdek glad is (asfalt is bijvoorbeeld gladder dan klinkers) of als de omgeving open is (weinig bebouwing, bomen enzovoort).:14

### Maatregelen voor veilige rijsnelheid
Er zijn verschillende maatregelen die kunnen worden genomen om de snelheden van voertuigen veilig te houden (snelheidsmanagement).:14 Zo moet een ontwerpsnelheid voor de weg worden vastgesteld: als bijvoorbeeld zwaar gemotoriseerd verkeer moet mengen met veel lichtere en onbeschermde verkeersdeelnemers (voetgangers en (brom)fietsers), dan moet de ontwerpsnelheid laag zijn.:15 De bijbehorende snelheid moet logisch zijn en geloofwaardig voor de weggebruiker, zodat deze het nut en de noodzaak zal inzien om zich eraan te houden.:15 Soms kan de snelheidslimiet worden aangegeven met een verkeersbord, maar weggebruikers worden geacht om de limiet op standaardtypen wegen te kennen (dit is vaak een verplicht onderdeel van het theorie-examen) en op de meeste plaatsen geen herinnering nodig te hebben.:15
Het beste is als de verkeerssituatie zodanig is ingericht dat de bestuurder vanzelf snapt wat op gegeven weg een veilige snelheid is en zich er vanzelf aan houdt. De meest effectieve manier om dit te bereiken is de aanleg van fysieke snelheidsremmers, zoals verkeersdrempels of plateaus, wegversmallingen and rotondes; waar, welke en hoeveel van deze snelheidsremmers er nodig zijn hangt van iedere situatie af en moet goed worden onderzocht.:15 Dergelijke maatregelen zorgen er effectief voor dat voertuigen fysiek niet in staat zijn om harder te rijden dan om veiligheidsredenen is toegestaan en zo geen (ernstige) ongevallen kunnen veroorzaken (door roekeloosheid of onoplettendheid).:1
Handhaving van de verkeersregels door snelheidscontroles en het uitdelen van boetes voor overtredingen kunnen een goede aanvulling zijn, maar ze kunnen snelheidsovertredingen niet geheel voorkomen,:15 aangezien een hoog percentage van bestuurders om verschillende redenen bewust of onbewust de snelheidslimieten incidenteel of structureel blijft overtreden.:3–5 Onderwijs en voorlichting kunnen ook nuttige aanvullingen zijn, maar 'directe gedragsverandering via educatie en voorlichting is erg moeilijk'.:15 Volgens de SWOV zijn 'de effecten van de meer zachte maatregelen zoals de Educatieve Maatregel Gedrag en verkeer' (een verplichte cursus die een verkeersovertreder in Nederland opgelegd kan krijgen), 'voorlichting, buurtprojecten en nudging over het algemeen klein en kortdurend.':1

## Wetgeving per land

### België
De wegcode van 1975 kende de volgende maximumsnelheden:
- binnen de bebouwde kom: 60 km/h
- buiten de bebouwde kom: 90 km/h
- autosnelwegen alsmede wegen met minimaal 2×2 rijstroken en een middenberm tussen de twee rijbanen: 120 km/h

Dit alles tenzij een verkeersbord een andere maximumsnelheid oplegt.
Dit systeem met maximumsnelheden 60-90-120 werd later gewijzigd. Vooreerst werd in 1992 binnen de bebouwde kom de snelheid verlaagd naar 50 km/h. Daarnaast werd de 'zone' ingevoerd, waarbij de snelheid in een groter gebied beperkt kon worden zonder na ieder kruispunt een nieuw verkeersbord te plaatsen. Belangrijke gebieden binnen de bebouwde kom werden zo een zone 30 of een woonerf, vooral in de historische stadscentra. Daarnaast werd op talloze wegen buiten de bebouwde kom, vooral in Vlaanderen, de snelheid verlaagd naar 70 km/h. Op 1 januari 2017 werd dit de norm in Vlaanderen, nadat de zesde staatshervorming de snelheidsbeperkingen had geregionaliseerd (met uitzondering van autosnelwegen). De wegen met 2×2 rijstroken en een middenberm bleven weliswaar op 120 km/h, maar op heel veel van deze wegen staat na elk kruispunt een bord dat de snelheid naar 90 of zelfs 70 brengt.
Hierdoor is de situatie in België als volgt:
- woonerf: 20 km/h
- woonwijk, schoolzone & fietsstraat: 30 km/h
- binnen de bebouwde kom: 50 km/h in het Vlaams Gewest en het Waals Gewest, 30 km/h in het Brussels Hoofdstedelijk Gewest
- buiten de bebouwde kom: 70 km/h in het Vlaams Gewest en het Brussels Hoofdstedelijk Gewest, 90 km/h in het Waals Gewest
- autosnelwegen alsmede wegen met minimaal 2×2 rijstroken en een middenberm tussen de twee rijbanen: 120 km/h

In Brussel werd de maximumsnelheid met ingang van 2021 verlaagd tot 30 km/h, behalve op enkele grote assen.
Deze maximumsnelheden gelden, tenzij een verkeersbord een andere snelheid oplegt.
Anders dan in Nederland heeft het geen belang voor de maximumsnelheid of een weg al dan niet een autoweg is.

### Frankrijk
In Frankrijk leidde een verlaging van de snelheidslimiet tot 80 km/h op secundaire wegen in 2018 tot veel onvrede in Facebookgroepen onder het thema Colère (woede), hetgeen later dat jaar uitmondde in de protestbeweging van de gele hesjes.

### Nederland
Tenzij een verkeersbord een andere maximumsnelheid oplegt, gelden in Nederland de volgende maximumsnelheden:
- woonerf: stapvoets (ca. 15 km/h)
- binnen de bebouwde kom: 50 km/h
- buiten de bebouwde kom: 80 km/h
- op autowegen: 100 km/h
- op autosnelwegen van 06.00 tot 19.00 (overdag): 100 km/h
- op autosnelwegen van 19.00 tot 06.00 ('s avonds en 's nachts): 130 km/h.

In november 2019 besloot de Nederlandse regering vanwege de overmatige stikstofdepositie, de maximumsnelheid op autosnelwegen overdag terug te brengen tot 100 km/h. Ingangsdatum is formeel 16 maart 2020 echter vanaf donderdagavond 12 maart 2020 worden de nieuwe verkeersborden al geplaatst en vanaf moment geldt de snelheidslimiet op de betreffende wegen.

## Handhaving
Snelheidscontroles dienen om de maximumsnelheid te handhaven. Deze kunnen onder andere op de volgende manieren plaatsvinden:
- Flitspaal
- Lasergun
- Radarcontrole
- Trajectcontrole
- Snelheidsdisplay

Bestuurders van voertuigen die te hard rijden kunnen onder meer bestraft worden met geldboetes of het (tijdelijk) invorderen van het rijbewijs.